# District Railway

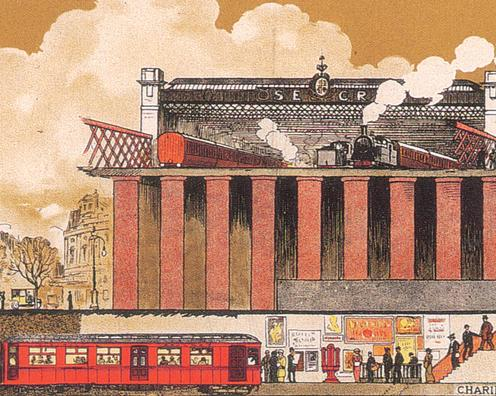
Une partie d'une affiche de 1914 de l'UERL montre la station souterraine Embankment de la District Railway sous le terminus Charing Cross de la South East and Chatham Railway

Le Metropolitan District Railway (Chemin de fer du district métropolitain, communément appelé le District Railway) était un chemin de fer à passagers qui desservait Londres de 1868 à 1933. Fondée en 1864 pour terminer l'Inner Circle, un chemin de fer souterrain reliant les terminaux ferroviaires de Londres, la première partie de la ligne a été ouverte en utilisant le transport en bois allumé à gaz transporté par les locomotives à vapeur. Le Metropolitan Railway exploitait tous les services jusqu'à ce que District instaure ses propres trains en 1871. Le chemin de fer fut bientôt étendu à l'ouest, par Earl's Court pour Fulham, Richmond, Ealing et Hounslow. Après avoir terminé le cercle intérieur et atteint Whitechapel en 1884, il fut étendu à Upminster dans l’Essex en 1902.
Pour financer l'électrification au début du XXe siècle, le financier américain Charles Yerkes a repris le contrôle du groupe London Underground Electric Railways Company (UERL). La propulsion électrique a été introduite en 1905 et à la fin de l'année, plusieurs unités électriques assuraient tous les services. Le 1er juillet 1933, le District Railway et autres chemins de fer UERL sont fusionnés avec le Metropolitan Railway et les opérateurs de tram et de bus de la capitale pour former le London Passenger Transport Board.
Aujourd'hui, les anciennes voies et stations du District Railway sont utilisées par les lignes District, Piccadilly et Circle du métro de Londres.

## Histoire

### Origines, 1863-1886
En 1863, le Metropolitan Railway (également connu sous le nom de Met) inaugura le premier chemin de fer souterrain au monde. La ligne a été construite à partir de Paddington sous New Road, reliant les terminaux ferroviaires de la ligne principale à Paddington, Euston et King's Cross. Il a ensuite suivi Farringdon Road jusqu'à une station de Farringdon Street à Smithfield, près du cœur financier de la capitale à la Cité de Londres.

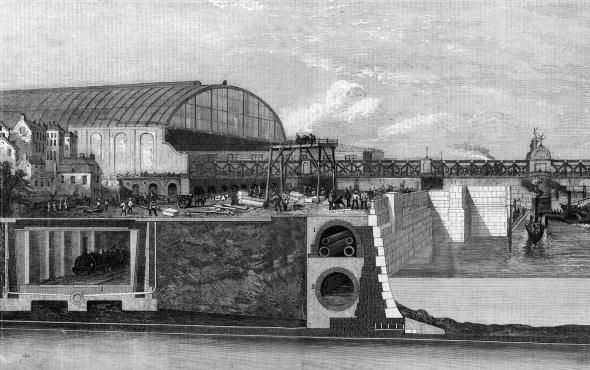
Une vue antérieure du District Railway en Embankment à la gare de Charing Cross.

Contrairement au Metropolitan, le tracé ne suivait pas facilement les routes existantes et les valeurs foncières étaient plus élevées; par conséquent, les indemnités versées aux biens étaient beaucoup plus élevées. Pour assurer une bonne ventilation, la ligne à l'ouest de Gloucester Road a été transporté à ciel ouvert, le reste principalement dans un tunnel de tranchée couverte de 25 pieds (7,62 m) de large et 15 pieds (4,8 m) de profond ; Aux stations, les extrémités du quai ont été laissées ouvertes. Les coûts de construction et les indemnités de licenciement étaient si élevés que le coût de la première section du District de South Kensington à Westminster s'élevait à 3 millions de livres sterling, soit presque trois fois le coût de la ligne Met plus longue initiale. Le 24 décembre 1868, le District a ouvert sa ligne allant de South Kensington à Westminster, avec des stations situées à South Kensington, Sloane Square, Victoria, St James Park et Westminster Bridge (aujourd'hui Westminster). se prolongeant vers l’est de Brompton à une station commune à South Kensington le même jour.

En 1871, les services du inner circle ont commencé, commençant à Mansion House et se rendant à Moorgate Street via South Kensington et Paddington. Les compagnies avaient leurs propres paires de routes entre Kensington High Street et South Kensington.

Le District avait également obtenu l'autorisation du Parlement de s'étendre à l'ouest de Gloucester Road et le 12 avril 1869, il ouvrait une ligne à une voie de là à West Brompton sur le West London Railway. 
L'agrandissement principal du District Railway s'est dirigé vers l'ouest. Une petite gare à Earl's Court, entre Gloucester Road et West Brompton, a ouvert ses portes le 31 octobre 1871 avec trois quais. Les ateliers de Lillie Bridge, ouverts en 1872, ayant été construits parallèlement au West London Joint Railway et étant initialement accessibles par une courbe dans le West London Line. Cette courbe a permis, à partir du 1er février 1872, au London & North Western Railway (L & NWR) d’effectuer un service Outer circle de demi-heure entre Broad Street et Mansion House en passant par Willesden Junction, Addison Road et Earls Court. À compter du 1er octobre 1872, le GWR effectua également un service d'une demi-heure dans le Middle circle central de la station Met Moorgate Street jusqu'à Mansion House via Paddington et Earl's Court.

Le District Railway dans la région de Hammersmith en 1877, indiquant l'itinéraire vers Richmond via les lignes London et South Western Railway (L&SWR).

En 1864, le London and South Western Railway (L&SWR) obtint la permission pour un chemin de fer de desservir Richmond. La route suive au nord de Addison Road à West London Railway avant que la courbe de servir Hammersmith à une station de Hammersmith (Grove Road) (relié à la gare Hammersmith & City Railway par une passerelle), Turnham Green, Brentford Road (Gunnersbury de 1871) et Kew Gardens et Richmond. La ligne a été ouverte le 1er janvier 1869, les services de navette L&SWR de Waterloo et de Ludgate Hill via Addison Road et Broad Street vers les services de navette L&NWR de Richmond à partir d'un lien entre Brentford Road et North London Line, dans South Acton. Des stations ont été ouvertes sur la ligne à Shaftesbury Road (Ravenscourt Park de 1888) et à Shepherds Bush le 1er mai 1874.
Le 1er juin 1877, la branche de Hammersmith est étendue à Richmond, avec un service de train d’une heure jusqu’à Mansion House. Les lignes Met et GWR Hammersmith & City ont été accédées via une liaison au nord de leur station Hammersmith et ont dévié un service vers Richmond à partir du 1er octobre 1877.
Du 1er mai 1878 au 30 septembre 1880, Midland Railway opéra un service circulaire de St Pancras à Earl's Court via Dudding Hill, Acton et le L&SWR jusqu'à Hammersmith. En 1879, le District a ouvert un carrefour à l’ouest de la gare de L&SWR Turnham Green pour 3 milles (4,828032 km) à Ealing. Avec des stations à Acton Green (actuelle Chiswick Park), Mill Hill Park (actuelle Acton Town), Ealing Common et Ealing Broadway, la station Ealing a été construite au nord de la station GWR. Le 4 juillet 1878, l'autorisation d'étendre la succursale de West Brompton à la Tamise a été autorisée. Des stations ont été ouvertes à Walham Green (aujourd'hui Fulham Broadway), à Parsons Green. La ligne se terminait à Putney Bridge & Fulham (maintenant Putney Bridge). La ligne a été ouverte le 1er mars 1880, à temps pour la University Boat Race de cette année, le 22 mars. Initialement, le service était de deux trains par heure pour Mansion House, complété à partir du 1er avril par deux trains par heure pour High Street Kensington.

Le District Railway à Hounslow à la fin du XIXe siècle. En 1886, la ville de Hounslow est remplacée par Heston Hounslow.

En 1866, les propriétaires fonciers de la région de Hounslow obtiennent la permission d'un Hounslow and Metropolitan Railway de connecter à un chemin de fer proposé Acton & Brentford. Cependant, cela n'avait jamais été construit, mais avec District maintenant à Acton, il y avait une alternative. La permission fut accordée en 1880 pour presque 5 + 1/2 milles (0,81 km) de Mill Hill Park à Hounslow Barracks, avec des stations à South Ealing, Boston Road et Spring Grove, et un accord a été conclu pour que le District puisse travailler sur la ligne. Le 1 er mai 1883, le District entre en service dans Hounslow Town, appelant South Ealing, Boston Road (aujourd'hui Boston Manor) et Osterley & Spring Grove (remplacé par Osterley). Une ligne à sens unique entre l'intersection près de la ville de Hounslow et Hounslow Barracks (aujourd'hui Hounslow West) a été ouverte un an plus tard, en 1884. La circulation était légère et la caserne de Hounslow était initialement desservie par un service de navette pour Osterley & Spring. Grove, reliée par un train aux heures creuses entre Hounslow Town et Mill Hill Park. La station de Hounslow Town a été fermée en 1886 et la station de Heston Hounslow (aujourd'hui Hounslow Central) a été ouverte,.
Du 1er mars 1883 au 30 septembre 1885, par une liaison avec les sentiers du GWR à Ealing, le District a desservi Windsor.

### Expansion, 1874-1900

La ligne jointe (en bleu) qui a complété le inner circle en 1884 et a donné aux chemins de fer Metropolitan et District l’accès au East London Railway. La station Met de la Tour de Londres a été fermée peu de temps après l’ouverture de la ligne. Les services de District ont été étendus à l'est de Whitechapel sur le Whitechapel & Bow Railway en 1902.

Le conflit entre le Met et le District et les coûts de construction ont retardé l'achèvement du cercle intérieur. En 1874, les financiers frustrés de la ville fondèrent la Metropolitan Inner Circle Completion Railway Company. La compagnie fut appuyée par le chemin de fer du District et obtint l'autorisation du Parlement le 7 août 1874, mais avait des difficultés à se financer. Le délai imparti a été prolongé en 1876. Une réunion entre District et Metropolitan a eu lieu en 1877. Met souhaitait désormais accéder au South Eastern Railway (SER) via le East London Railway (ELR). Les deux sociétés promeuvent et obtiennent une loi du Parlement en 1879 pour l’extension et un lien vers l’ELR. La loi garantissait également une coopération future, permettant aux deux entreprises d'accéder à l'ensemble du cercle. Les autorités ont largement contribué à l'amélioration des routes et des égouts. En 1882, le Met étend sa ligne Aldgate à une station temporaire située dans la Tower of London. Deux contrats pour la construction des lignes communes ont été placés, l' un des Mansion House à la Tour en 1882 et un deuxième cercle au nord de Aldgate à Whitechapel avec un arc sur le ELR en 1883. À partir du 1er octobre 1884, le District et Metropolitan ont commencé les services locaux à partir de St Mary's via ce coude pour le East London Railway jusqu’à la gare de New Cross du SER. Après une cérémonie d’ouverture officielle le 17 septembre et un procès, un service circulaire a commencé le lundi 6 octobre 1884. Le même jour, le District a étendu ses services à Whitechapel et ELR, nouvelle croix, appelant les nouvelles gares communes à Aldgate East et St Mary,. Des stations jointes ont été ouvertes sur la ligne de démarcation à Cannon Street, Eastcheap (Monument à partir du 1er novembre 1884) et Mark Lane. La station de métro de la tour de Londres a été fermée le 12 octobre 1884, après que le District a refusé de vendre des billets pour la station. À la suite de l’ouverture du service de District de New Cross, quatre trains à l’heure desservaient alternativement Hammersmith ou Putney, mais la demande de passagers étant faible au bout d’un mois, elle a été réduite à deux trains par heure pour Ealing. Quatre trains par heure allaient de Whitechapel, deux à Putney, un à Hammersmith et un à Richmond. Les services des cercles central et extérieur ont continué à fonctionner à Mansion House à raison de deux par heure chacun.
Le District chercha à desservir Harrow et Uxbridge. En 1892, un itinéraire reliant Ealing à Roxeth (South Harrow) fut étudié et un projet de loi présenté au nom du Ealing and South Harrow Railway (E&SHR) nominalement indépendant. La construction a commencé en 1897 et à la fin de 1899 était en grande partie achevée, mais avec un faible trafic, les perspectives sont restées fermées. Pour atteindre Uxbridge, une ligne de South Harrow via Ruislip est autorisée en 1897. Le District a du mal à augmenter ses finances et le Metropolitan propose un programme de sauvetage dans le cadre duquel ils construisent une succursale à Rayners Lane et prennent le contrôle de la ligne jusqu'à Uxbridge, le District conservant des droits de trafic pour trois trains par heure au maximum. Le Metropolitan a construit le chemin de fer à Uxbridge et a commencé des services d'exploitation le 4 juillet 1904.

### Électrification, 1900–1906

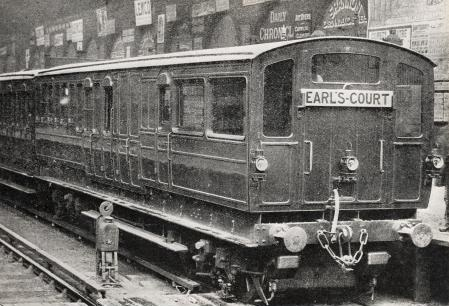
Le train de voyageurs expérimental en copropriété qui a fonctionné pendant six mois en 1900

Au début du XXe siècle, les chemins de fer District et Metropolitan étaient confrontés à une concurrence accrue dans le centre de Londres avec de nouvelles lignes de métro électriques et en profondeur. Le City & South London Railway avait connu un vif succès lors de son ouverture en 1890. Après avoir ouvert la Central London Railway en 1900, de Shepherds Bush à la Cité avec un tarif fixe de 2d, le District et le Metropolitan perdirent ensemble quatre millions de passagers entre la seconde moitié de 1899 et la seconde moitié de 1900. L’utilisation de la propulsion à vapeur a conduit à des gares et à des voitures remplies de fumée impopulaires auprès des voyageurs et l’électrification a été considérée comme la voie à suivre. Cependant, la traction électrique en était encore à ses balbutiements et un accord serait nécessaire avec le Metropolitan en raison de la propriété partagée du inner circle. Un train de six wagons en copropriété a exploité avec succès un service voyageurs expérimental dans le quartier Earl's Court de High Street Kensington pendant six mois en 1900. Des propositions ont alors été demandées. En 1901, un comité mixte des régions métropolitaine et du District recommanda système de courant alternatif triphasé Ganz avec des câbles aériens. Cela a été initialement accepté par les deux parties.
District a trouvé un investisseur pour financer la mise à niveau en 1901, l'américain Charles Yerkes. Le 15 juillet 1901, Yerkes a fondé le Metropolitan District Electric Traction Company comme Directeur Général et levé £1 million pour réaliser l'électrification, y compris la construction de la centrale et la fourniture de nouvelles actions de roulement. Yerkes prit rapidement le contrôle du District Railway et ses expériences aux États-Unis le conduisirent au Courant continu avec un troisième rail de niveau similaire à celui utilisé sur le City & South London Railway et le Central London Railway. À la suite d’un arbitrage devant le Registre national des sociétés, le système CC a été adopté.
Le District est autorisé à emprunter un métro souterrain en dessous de la ligne de surface entre Earl's Court et Mansion House et, en 1898, achète les autoroutes Brompton and Piccadilly Circus Railway pour un métro de South Kensington à Piccadilly Circus. Ces plans ont été combinés avec le Great Northern and Strand Railway, un chemin de fer clandestin avec la permission de construire une ligne Strand à Wood Green, pour créer le Great Northern Railway, Piccadilly and Brompton Railway (GNP&BR). La section de tube profonde du District de South Kensington à Mansion a été abandonnée par des plans.  En avril 1902, la Société des chemins de fer électriques souterrains (UERL), présidée par Yerkes, est créée pour contrôler ces sociétés et gérer leurs travaux. Le 8 juin 1902, UERL a repris Traction Company et a payé les actionnaires de UERL en espèces et en actions UERL.
Les services électriques ont commencé le 13 juin 1905 entre Hounslow et South Acton, en utilisant la ligne Mill Hill Park-South Acton pour la première fois. La gare de la ville de Hounslow a été rouverte, les trains s’inversant à la gare avant de continuer vers la caserne de Hounslow en utilisant une nouvelle courbe à voie unique. Le 1 er juillet 1905, les trains électriques ont commencé à circuler d'Ealing à Whitechapel et, le même jour, les chemins de fer métropolitains et de District ont introduit des unités électriques dans le cercle intérieur. Cependant, plusieurs unités du métropolitain ont renversé le rail à courant positif sur le chemin de fer de District et l'enquête a révélé un déséquilibre entre la manière dont les chaussures de sport étaient montées sur les trains et les rails du chemin de fer de District et les trains de métro étaient retirés des lignes. District Après la modification, Met est revenu et les trains électriques ont pris le relais le 24 septembre, réduisant le temps de parcours du cercle de soixante-dix à cinquante minutes. En septembre, à la suite du retrait des services sur les lignes East London Line non électrifiée et LT&SR est de East Ham, le District fournissait des services électriques sur toutes les liaisons restantes. À partir de décembre 1905, le service L&NWR était transporté par locomotives électriques de Mansion House à Earl's Court, où passait une locomotive à vapeur L&NWR.
Pendant ce temps, la ligne de métro GNU & BR d'UERL était en construction, émergeant à l'ouest de West Kensington et pénétrant dans deux plates-formes terminales situées du côté nord de la station de métro Hammersmith du District. Une nouvelle station, Barons Court, a été construite avec deux plates-formes insulaires, une pour chaque chemin de fer. Comme il y avait de la place dans l'entrepôt de Lillie Bridge après le déménagement du District à Mill Hill Park, le PNB&BR a repris une partie du site de l'entrepôt. Cour de Barons a ouvert ses portes le 9 octobre 1905 et le chemin de fer tubulaire a été inauguré sous le nom de Piccadilly Line le 15 décembre 1906.

### Métro de Londres, 1908-1933

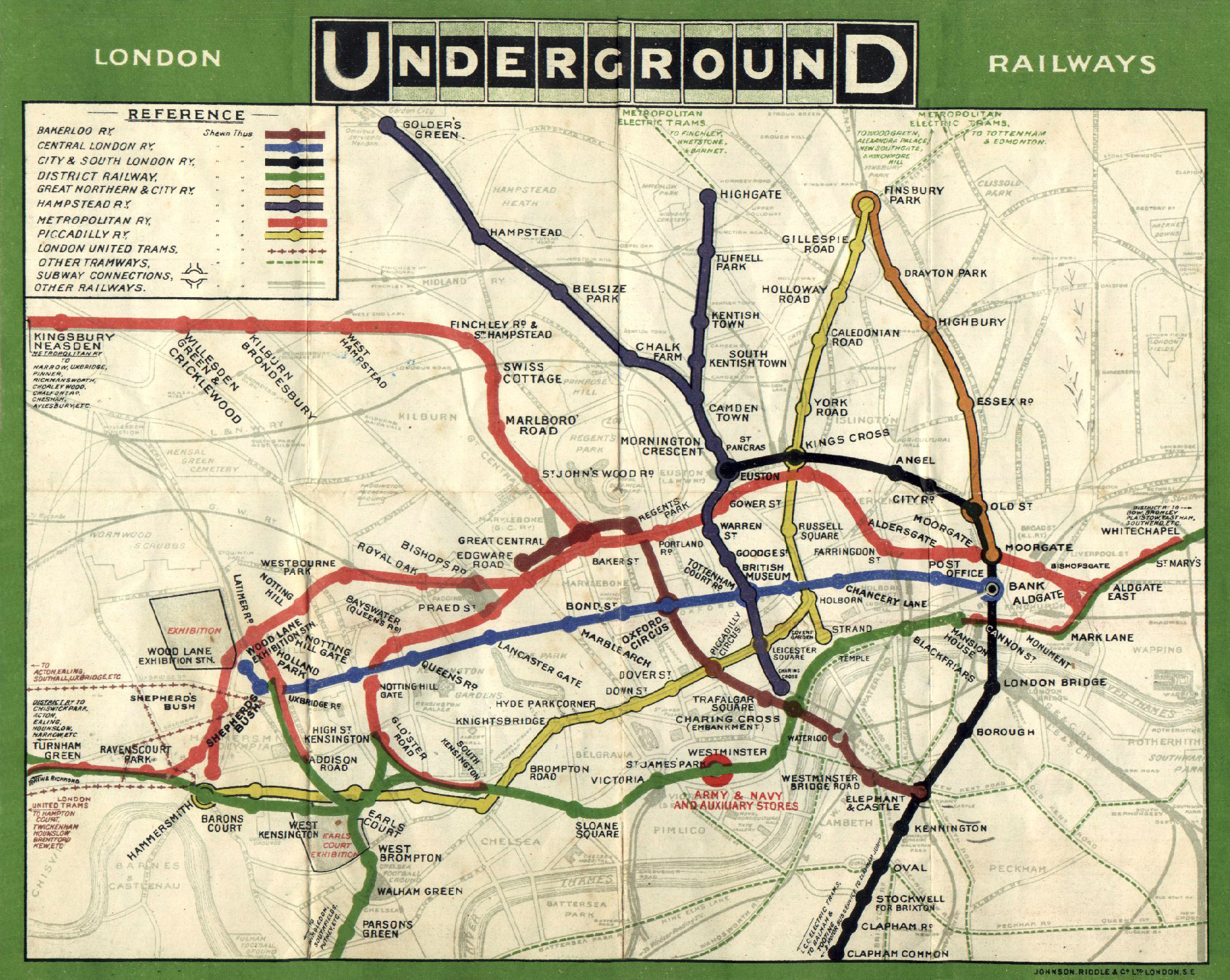
Le plan conjoint UNDERGROUND publié en 1908. Le District Railway est indiqué en vert.

En 1908, l'UERL et les autres sociétés de métro de Londres ont conclu un accord de marketing commun incluant des cartes, une publicité commune et une billetterie combinée. Les panneaux UNDERGROUND étaient utilisés devant les gares du centre de Londres. UERL a fini par contrôler toutes les lignes de métro de Londres, à l'exception de Waterloo & City Railway, de Metropolitan Railway et de sa filiale Great Northern & City Railway, et a introduit les plaques d'identification de gare comportant un disque rouge et une barre bleue.
De 1910 à 1939, le LT&SR empruntait des trains reliant Ealing Broadway à Southend ou à Shoeburyness, transportés par Barking dans des locomotives électriques de District qui n’étaient plus nécessaires pour le service du circuit externe L&NWR, puis tractés par des locomotives à vapeur.

### Héritage
Le chemin de fer devint la ligne District du London Transport. À partir du 23 octobre 1933, un service de ligne Piccadilly remplace le bus Harrow en direction du District d'Uxbridge. En 1923, London, Midland et Scottish Railway (LMS) reprirent le service de circuit externe de L&NWR à Earl's Court et le transformèrent pendant la Seconde Guerre mondiale en un bus électrifié allant de Earl's Court à Willesden Junction. À la suite du bombardement de la ligne West London en 1940, les services LMS et Metropolitan Line pour Addison Road ont été suspendus. Après la guerre, pour desservir les salles d'exposition de Kensington, un service de navette District Line a été mis en place entre Earl's Court et Addison Road, désormais renommé Kensington Olympia.
L’autobus d’arrivée hors de l'heure de pointe de District Hounslow à South Acton a été arrêté le 29 avril 1935 et remplacé par un autobus reliant Acton Town à South Acton. Cet autobus a été enlevé le 28 février 1959 et la ligne de District desservant Hounslow aux heures de pointe a été supprimée le 9 octobre 1964. Dans les années 1970, la branche de Hounslow est devenu la branche Heathrow quand il a été étendu pour desservir l'aéroport d'Heathrow, d'abord le 19 juillet 1975 à servir Hatton Cross et le 16 décembre 1977, quand Heathrow Central a été ouvert. Plus tard le 27 mars 2008, l’extension a été étendue à Heathrow Terminal 5.